# Kvarteret Midas

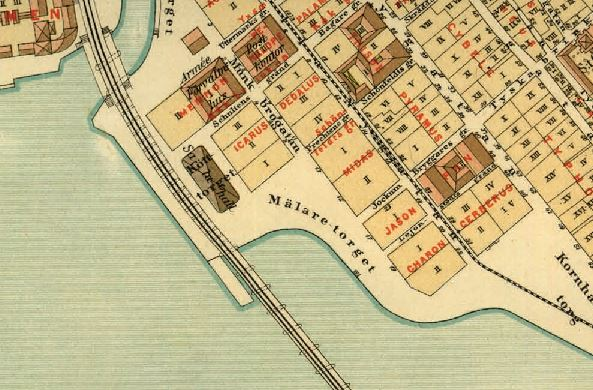
Kvarteret Midas m.fl. på A.R. Lundgrens karta, 1885.

Kvarteret Midas är ett kvarter i Gamla stan i Stockholm. Kvarteret omges av Schönfeldts gränd i norr, Lilla Nygatan i öster, Tyska brinken i söder och Mälartorget i väster.  Kvarteret består idag av tre fastigheter: Midas 5–7. Tidigare bestod kvarteret av två fastigheter: Midas 1 och 2.

## Namnet
Nästan samtliga kvartersnamn i Gamla stan tillkom under 1600-talets senare del och är uppkallade efter begrepp (främst gudar) ur den grekiska och romerska mytologin. ”Midas” var i den grekiska mytologin en sagokung i Frygien. Han fick av vinguden Dionysos förmågan att förvandla allt han rörde till guld.

## Kvarteret
På medeltiden låg området för dagens kvarter Midas under Mälarens vatten och en bra bit utanför den äldre stadsmuren (se Stockholms stadsmurar). Strandlinjen flyttades successivt utåt genom landhöjningen, och framför allt genom medvetna utfyllnader vid stränderna. 
Men ännu 1651, då sydvästra Stadsholmens äldsta kända tomtkarta ritades, existerade varken Mälartorget eller kvarteren där omkring (se kvarteret Daedalus). Mälartorget torrlades inte förrän i slutet av 1600-talet. På en tomtkarta från 1700 anges som tomtägare "Assistenten Emporage". På Petrus Tillaeus karta från 1733 har kvarteret nummer 55 och en rektangulär form. Därefter följde en indelning i två lika stora tomter; Midas 1 och 2, med nr 1 mot norr och Schönfeldts gränd.

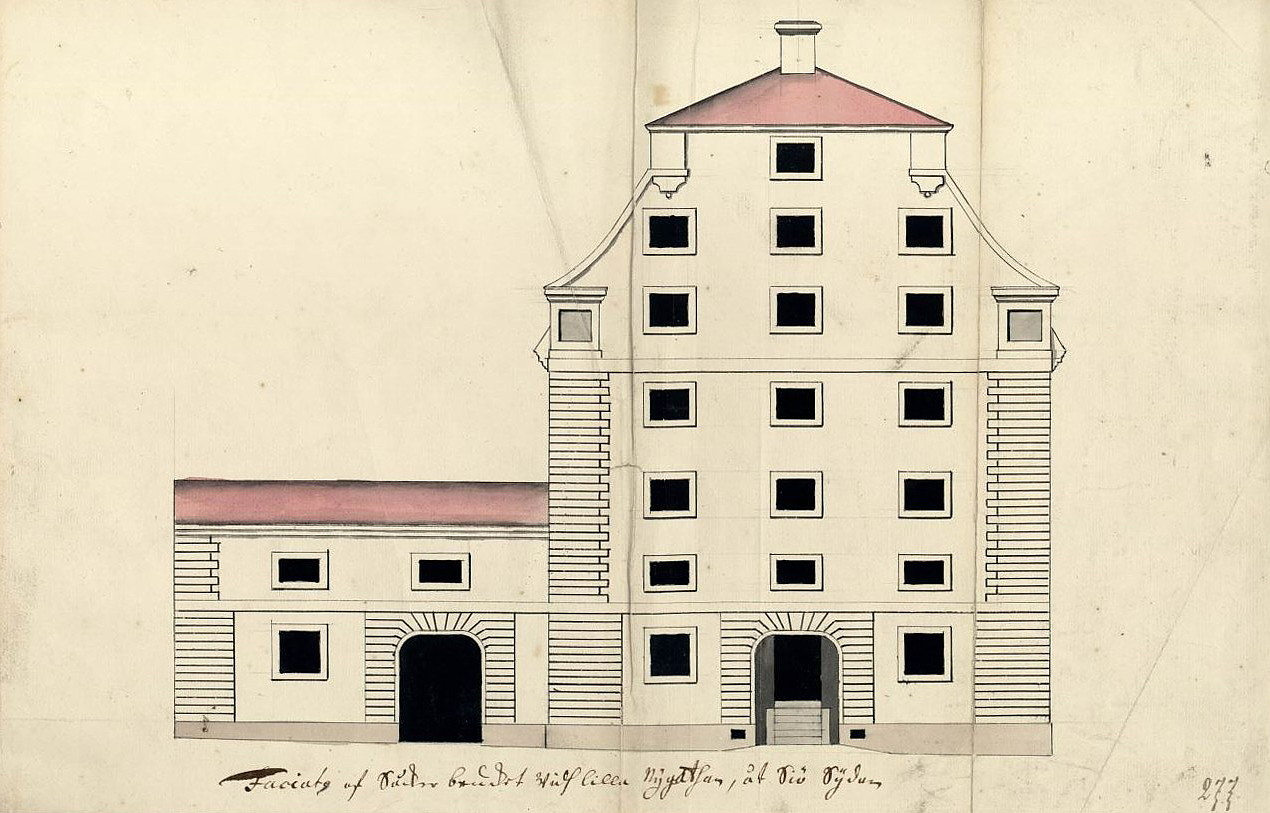
Ritning över Sockerbruket, 1742.

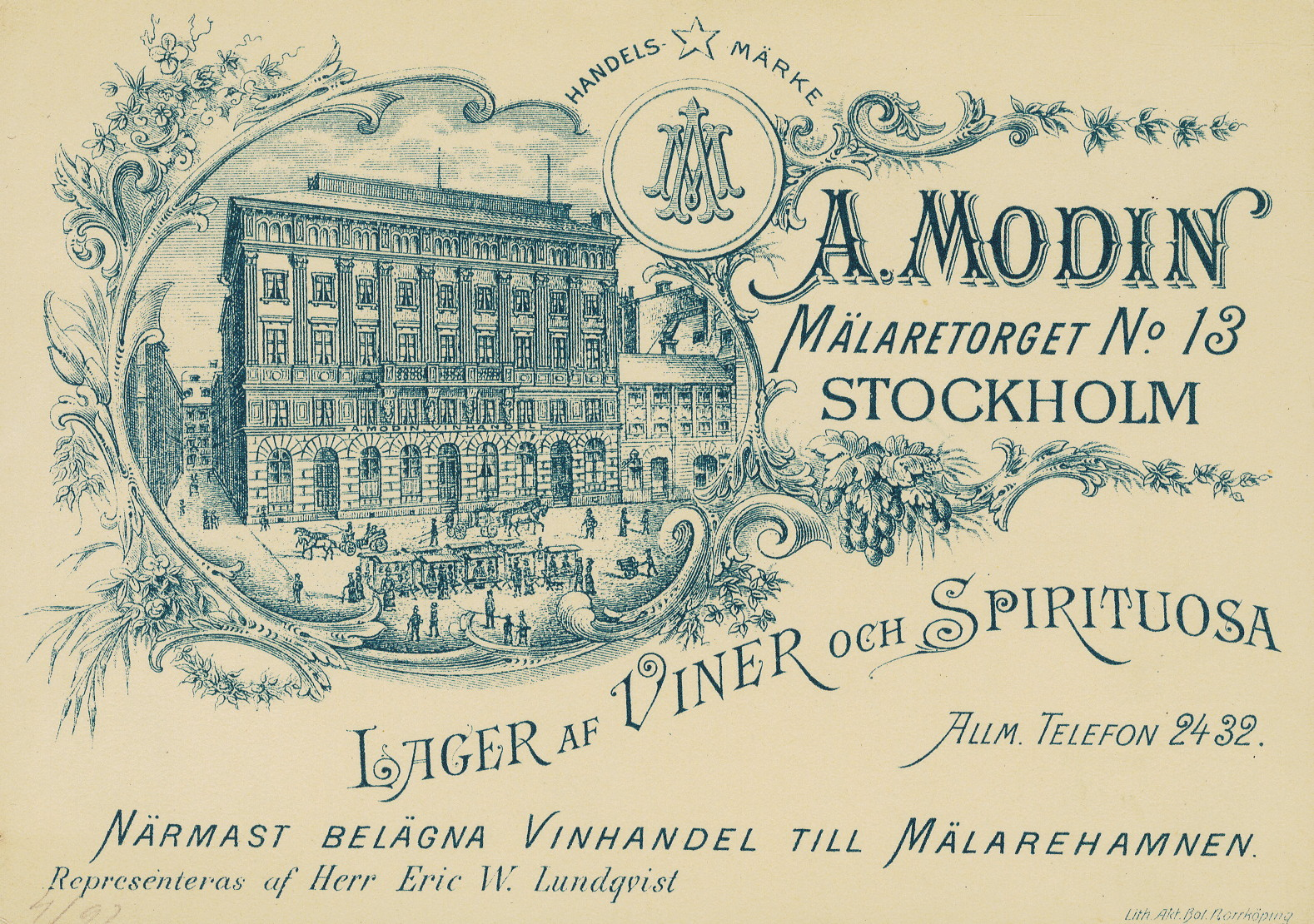
A. Modins vinhandel.

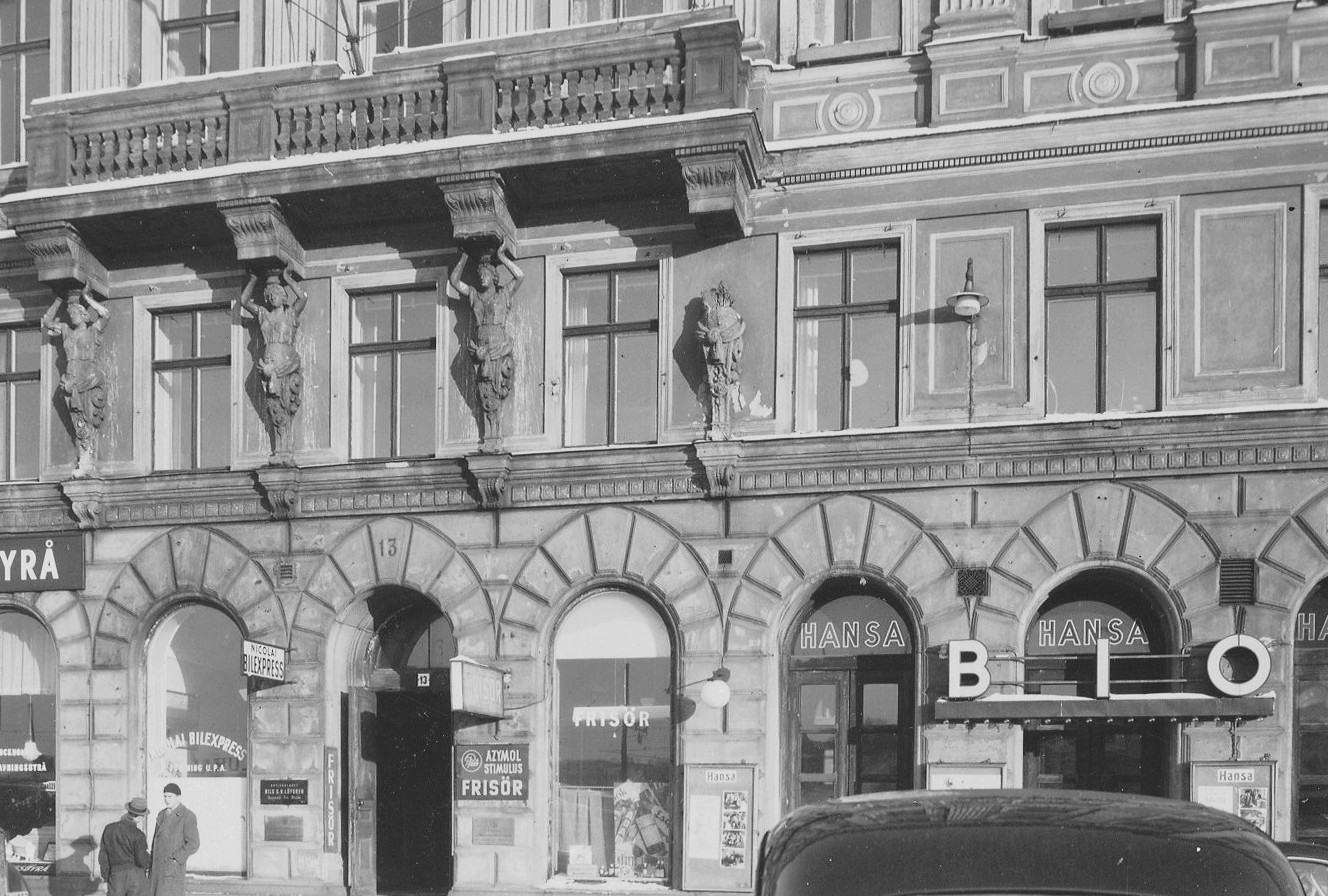
Mälartorget 13 och Bio Hansa, 1954.

Under 1600-talets slut och 1700-talets första del var kvarteret bebyggt med bostadshus mot Lilla Nygatan, medan sidan mot Mälaren uppvisade nyttobyggnader. 
I nuvarande Midas 5 (Mälartorget 15 / Lilla Nygatan 16) uppfördes mellan 1741 och 1743 ett av Stockholms tre sockerbruk. I byggnaden mot Mälaren rymdes kokrum, torkrum och magasin och mot Lilla Nygatan anordnades bostäder. Sockerbruket hade på 1750-talet även magasin i grannkvarteret Iason. Huset i Midas 5 revs i april 1902 och ersattes av nuvarande bostadshus mot Mälartorget ritat av arkitekt Sam Kjellberg. För tomtens del mot Lilla Nygatan 16 planerades 1973 rivning och nybyggnad som dock aldrig genomfördes. Förslagets arkitekt var Ernst Grönwall.
I nuvarande Midas 7 (Mälartorget 13) uppfördes 1858–1860 ett av Stockholms tidiga hyreshus av kontinentalt snitt. Arkitekt var Johan Fredrik Åbom, som ritade fasader med av antiken inspirerade kolossalpilaster i mellanvåningen och ett fönsterband med små välvda fönster under en med tandsnitt profilerad taklist. Kring bottenvåningens rundbågiga skyltfönster gestaltades fasaden rusticerande, som i övrigt är putsad och färgsatt i grått, rött och gult. På andra våningen ritade Åhbom en tre fönsteraxlar bred balkong vars konsoler bars upp av fyra kvinnogestalter i form av karyatider (numera borttagna).
I husets bottenvåning mot norr, närmast Schönfeldts gränd, fanns kring sekelskiftet A. Modins vinhandel som hade här sitt lager av viner och spirituosa. Ägaren herr Eric W. Lundqvist gjorde reklam att vara "närmast belägna vinhandel till Mälarehamnen". På företagets etikett syntes Åboms byggnad. I maj 1936 öppnade Gamla stans enda biograf i husets södra del. Den hette Hansa och hade 110 platser. Över entrén lyste ordet "BIO" i neonbokstäver. Filmvisningarna upphörde 1954, därefter togs lokalen över av Teatern i Gamla stan, som dessförinnan hade funnits på Yxsmedsgränd 1.
I Midas 6 (Lilla Nygatan 14) stod ursprungligen en byggnad från 1600-talets slut som revs i mitten av 1970-talet och ersattes av ett kontorshus i fyra våningar med fasader i pastischarkitektur som verkar vara äldre än de i själva verket är. Arkitekt var Sten B. Jonson och beställare SACO, som fortfarande har sitt huvudkontor där. I bottenvåningen finns butiker.

## Bilder då och nu

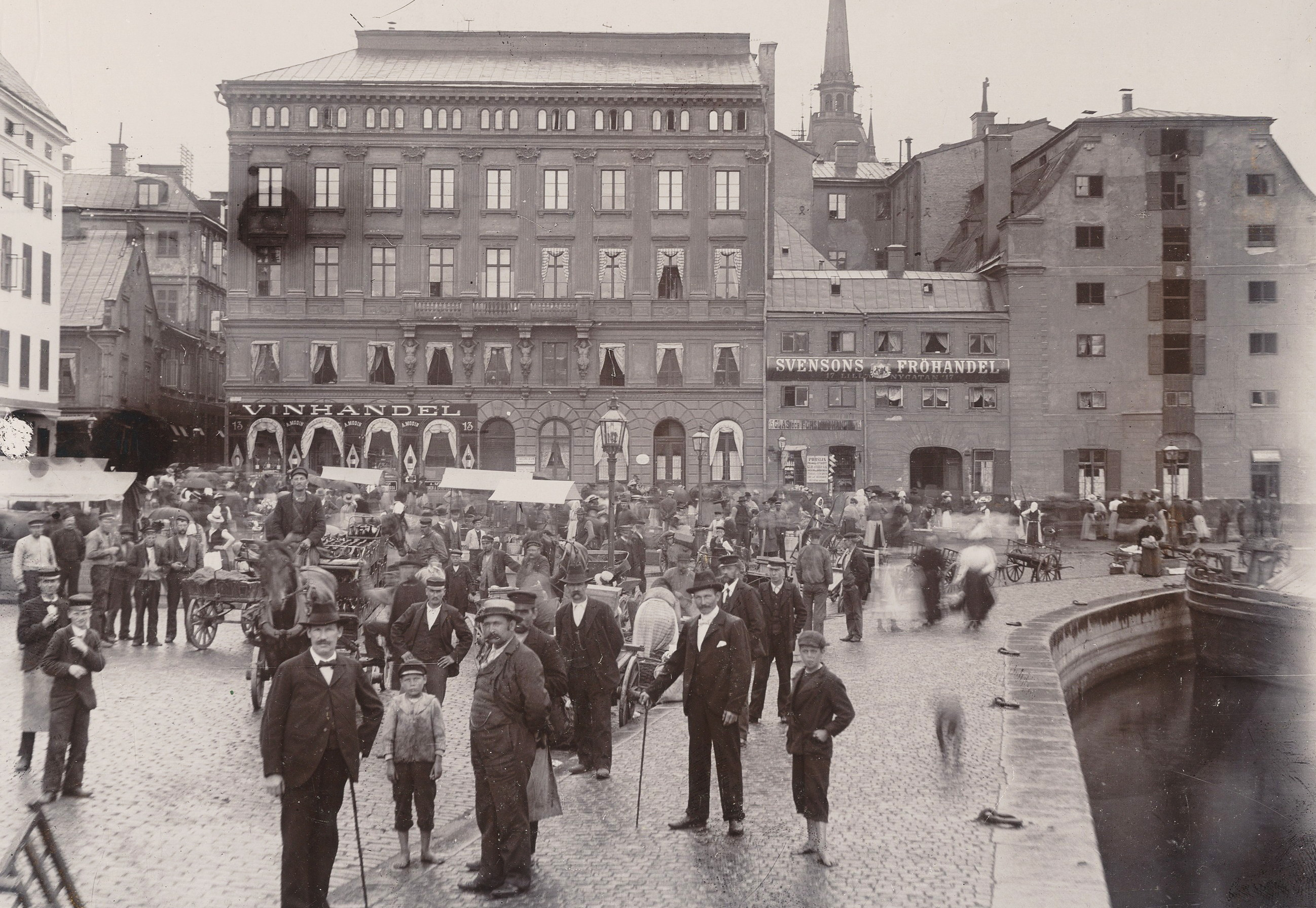
Mälartorget med dåvarande Midas 1 och 2, före 1902.
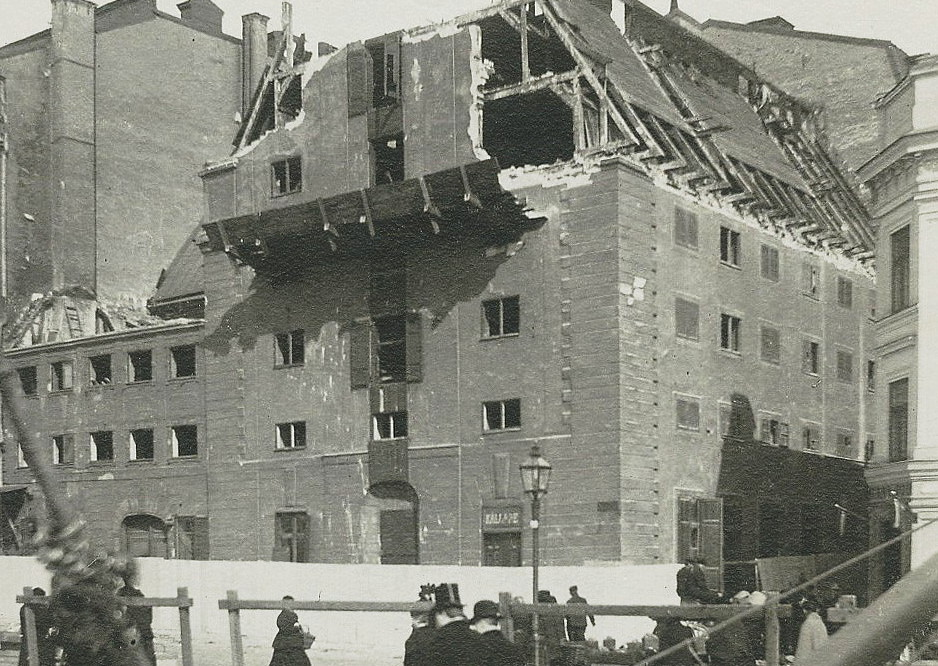
Sockerbrukets gamla magasinsbyggnad rivs, april 1902.
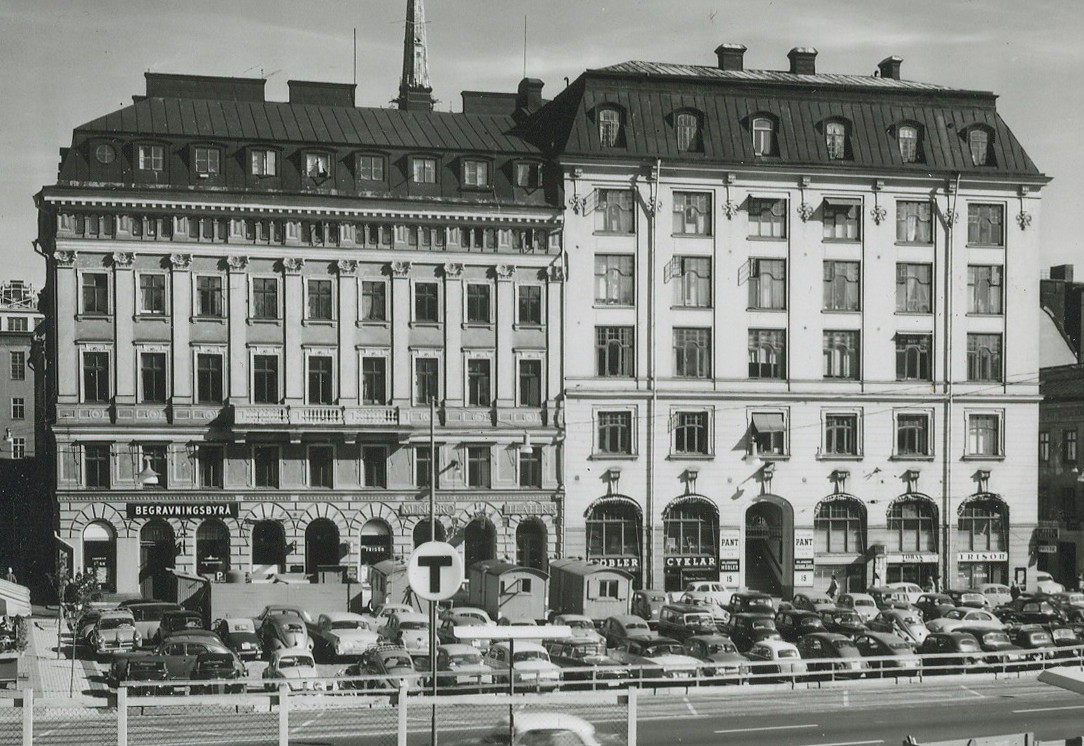
Midas 7 (t.v.) och 5, 1959.
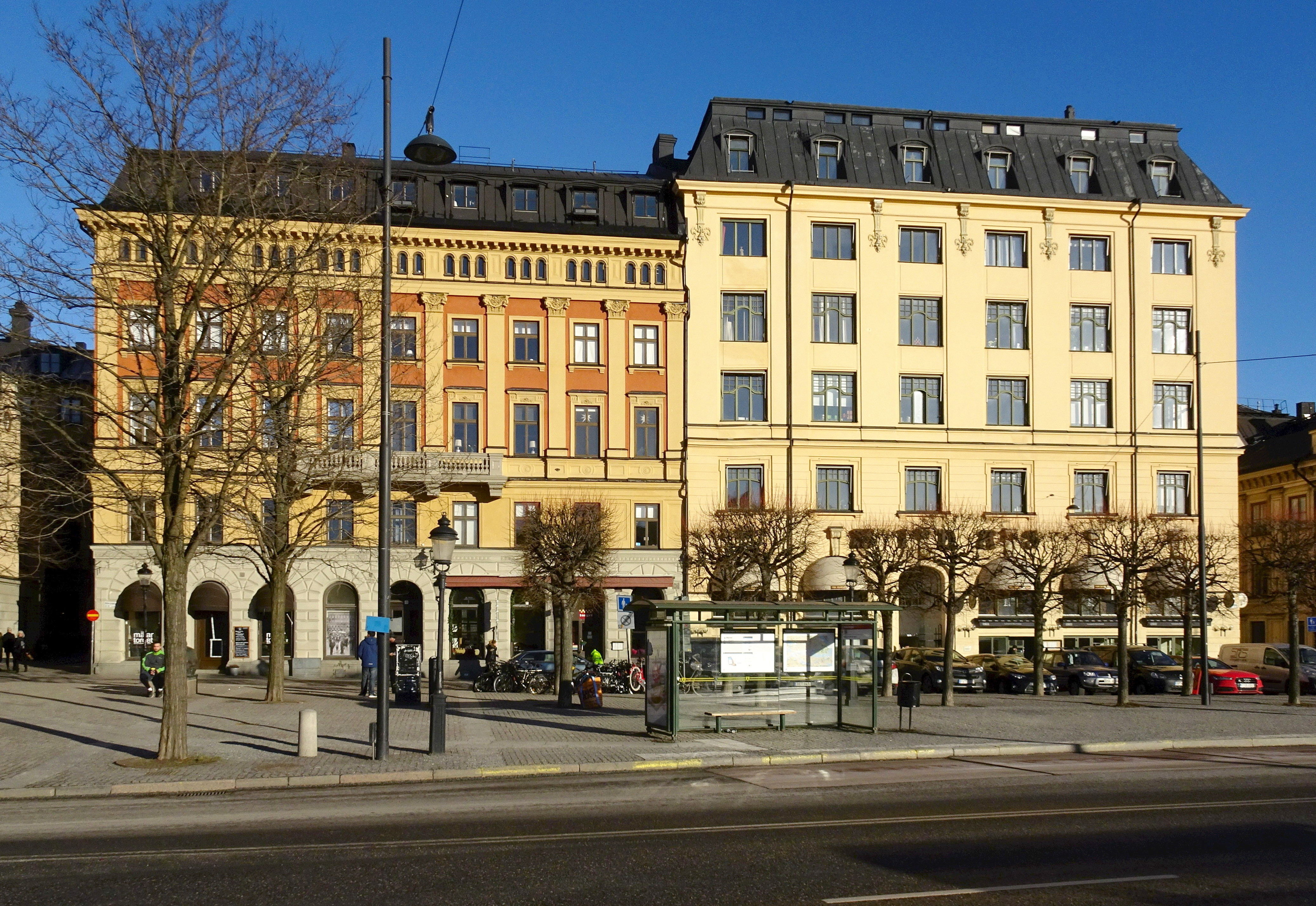
Mälartorget med Midas 7 (t.v.) och 5, februari 2016.

## Fasaddetaljer

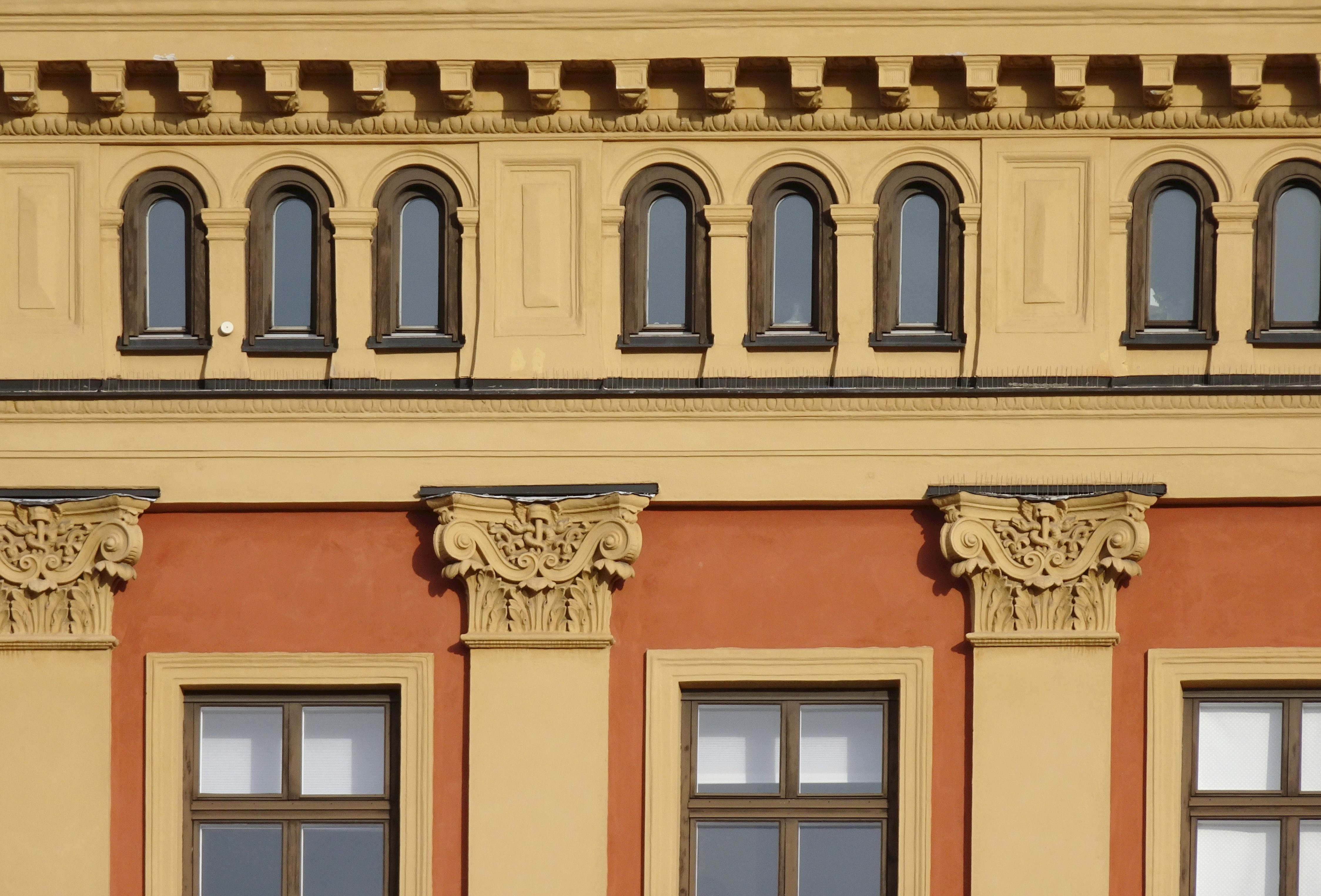
Midas 7
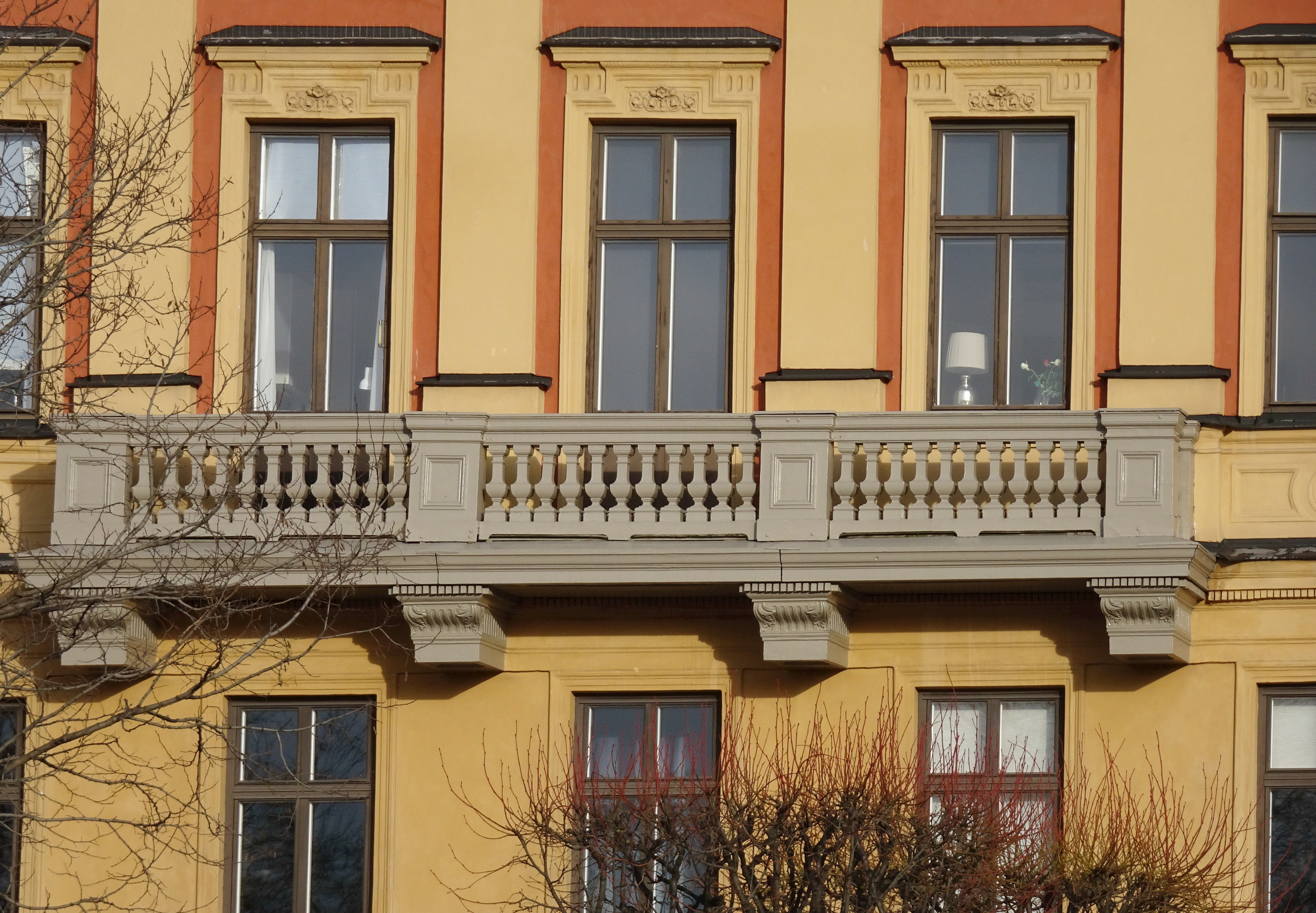
Midas 7
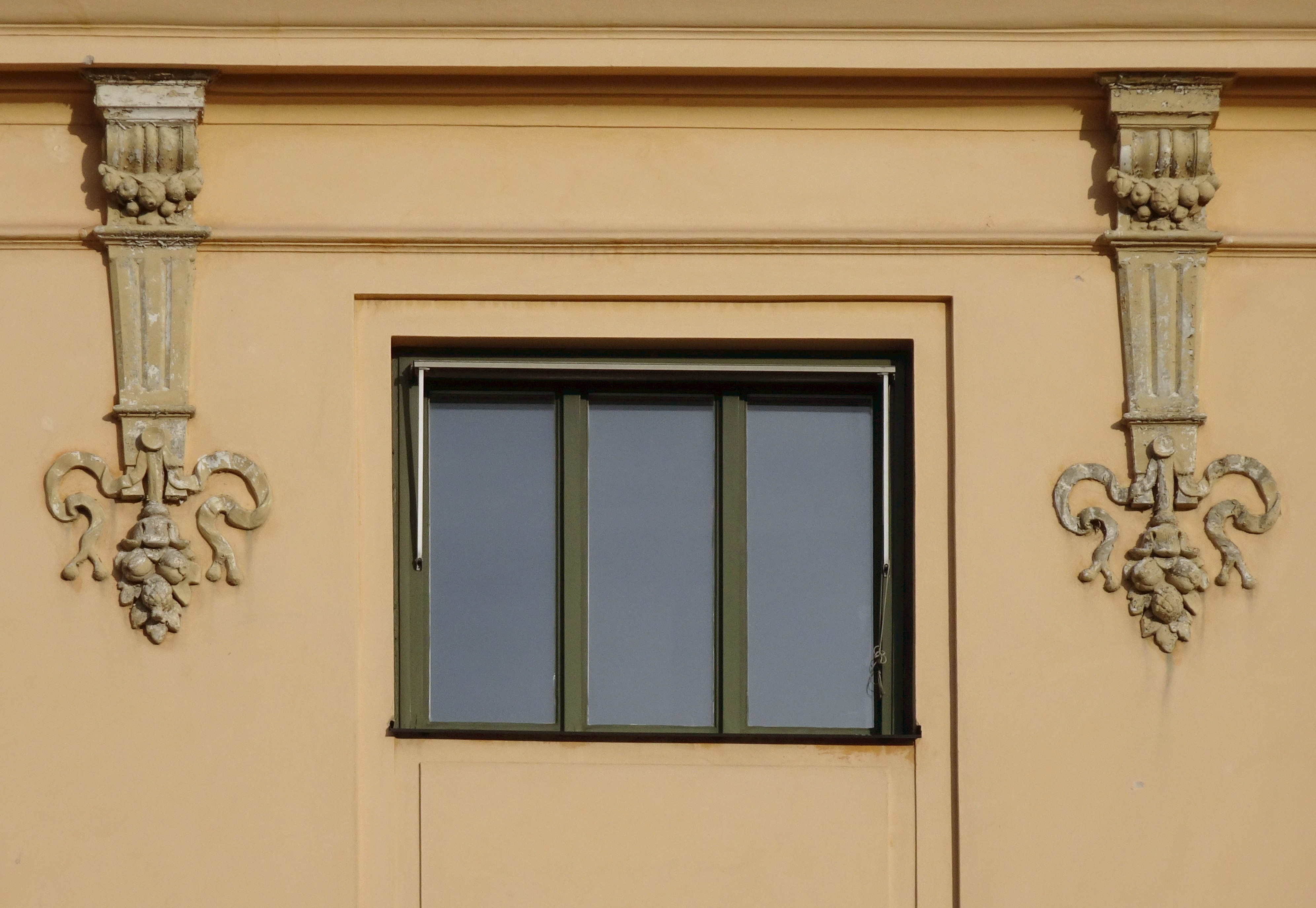
Midas 5
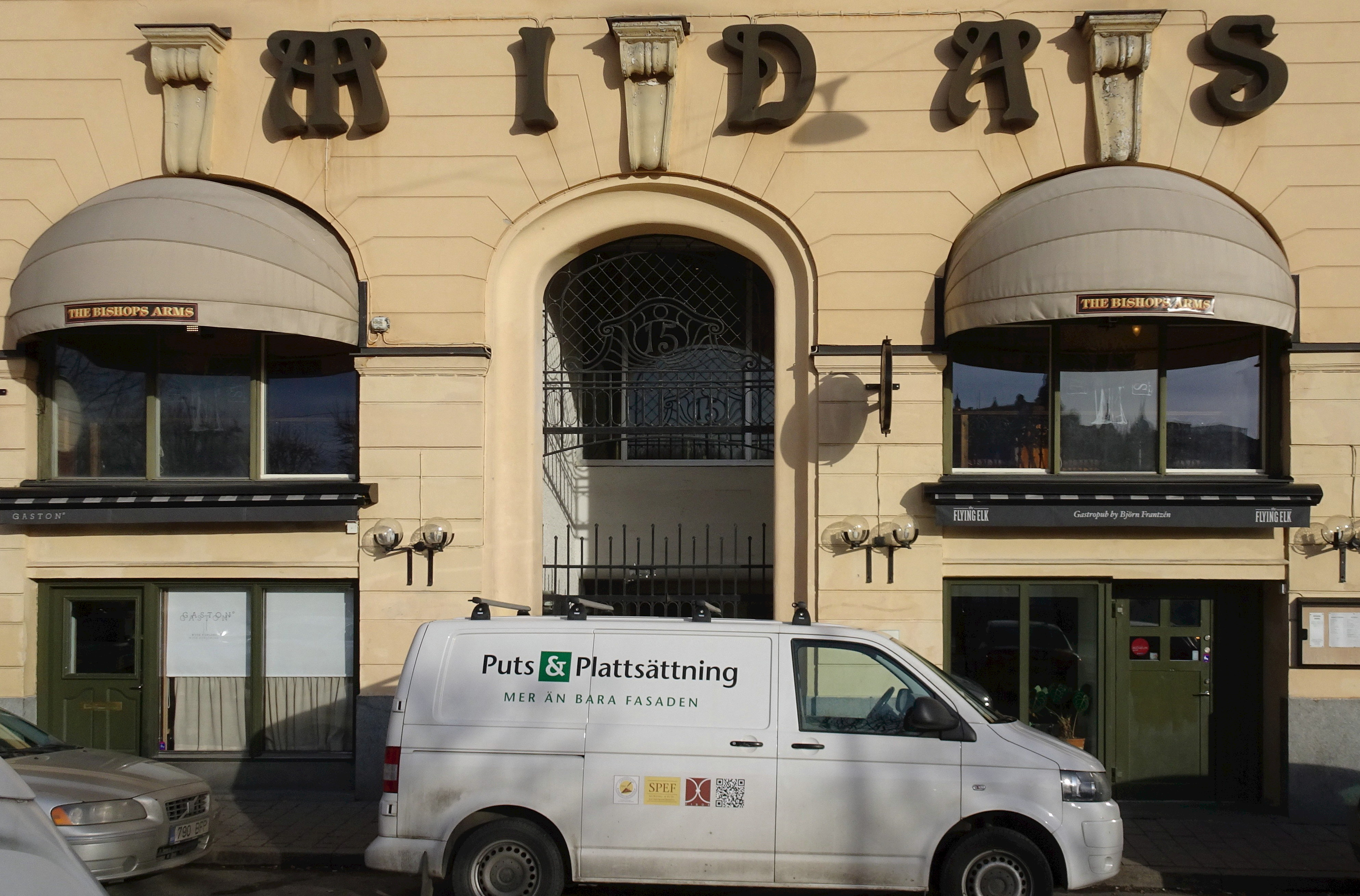
Midas 5